# Luis Dámaso
Luis Dámaso (Madrid, 31 dicembre 1969) è un tenore spagnolo. Dal 1992 inizia la sua carriera professionale. 

## Riconoscimenti

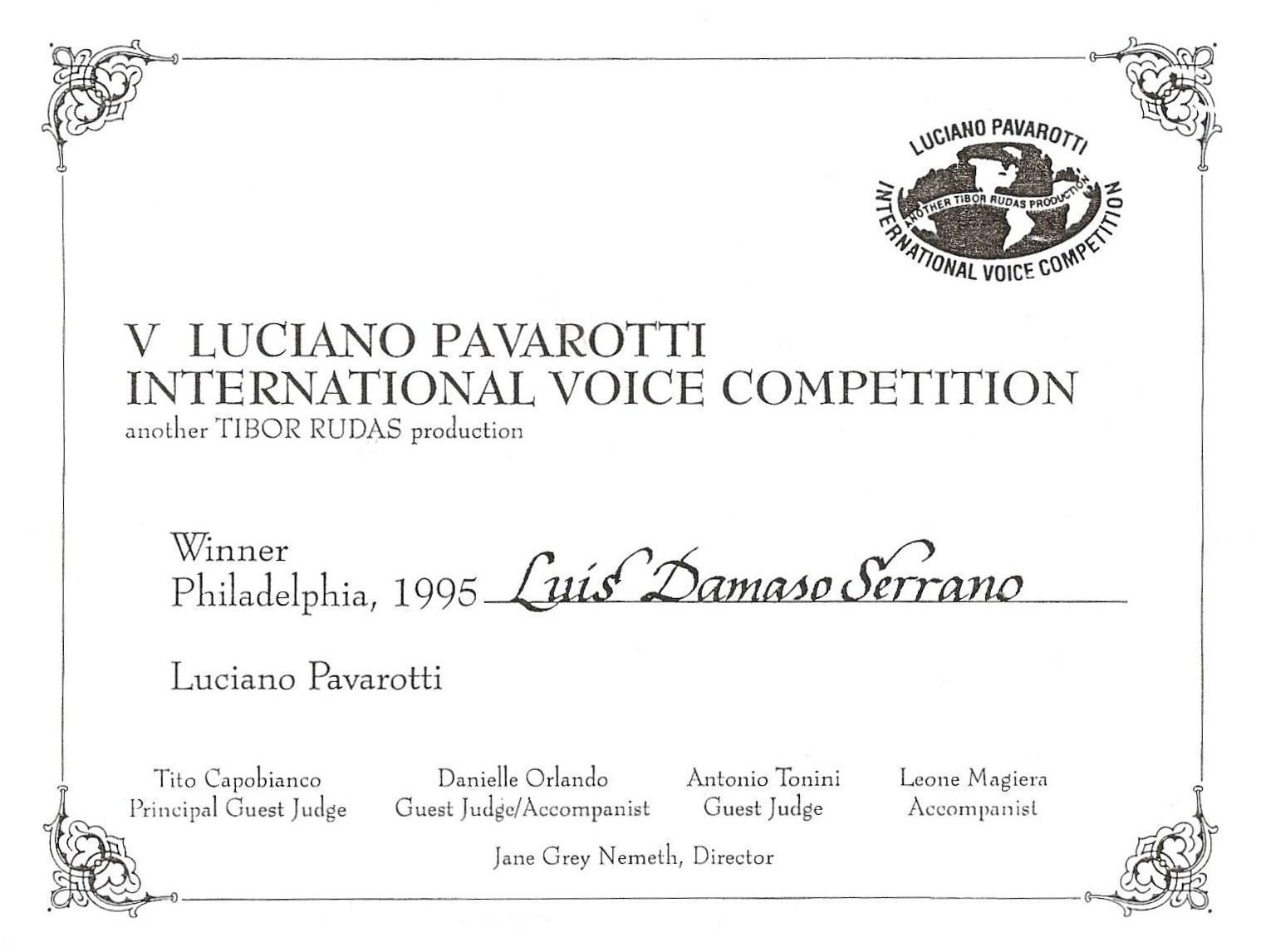
Diploma del Concorso Luciano Pavarotti

- 1992: Premio «Francisco Alonso» (Madrid, Spagna).[2]
- 1995: Premio «Luciano Pavarotti International Voice Competition » (Philadelphia, EE. UU.).
- 1996: Migliore tenore del concorso «I Cestelli» (Stuttgart, Germania).[2]
- 1996: Premio «Jacinto e Inocencio Guerrero» (Madrid, Spagna).[2]
- 1997: Premio «Jaime Aragall» (Gerona, Spagna).[2]
- 1999: Premio «Federico Romero» della SGAE (Società Generale di Autori e Editori)[2]

## Discografia
- CD
  - Julián Santos Carrión - La niña del boticario - EMI (*)
  - Julián Santos Carrión - El fantasma de la Tercia - Ópera Dreams (*)
  - Lauro Rossi - Il domino nero - Bongiovanni (*)
  - Grabaciones inéditas del Teatro de la Zarzuela - Autor
  - Concierto de Navidad - Padre Arrupe
  - Beethoven - Misa en do mayor, op 86. - Laute
  - Romanzas y dúos de zarzuela - OSRM
  - Verdi - Otelo - Naxos

(*) *Prima registrazione al mondo 
- DVD
  - Mozart - Don Giovanni - Teatro Jovellanos
  - Mozart - Réquiem kv 626 - Notilus
  - Vamos p'Asturias, vamos pa' Oviedo - Teatro Campoamor